# Неделя о мытаре и фарисее
Неде́ля о мы́таре и фарисе́е (Неде́ля мы́таря и фарисе́я, греч. Κυριακή Τελώνου και Φαρισαίου) — первое из четырёх воскресений («недель», по терминологии церковного устава) подготовки к Великому посту в Православной церкви; начало богослужений с использованием песнопений Постной Триоди.

## Евангельское чтение
В этот день на литургии читается Евангелие от Луки, зачало 89-е (Лк. 18:9—14), притча о мытаре и фарисее, откуда и берётся название этого дня. В притче рассказывается о двух людях, вошедших в храм. Один из них был ревностным фарисеем, тщательно выполнявшим предписания закона Моисея. А другой вошедший был мытарем, то есть сборщиком дани для римского императора. Войдя в храм, фарисей перечислял свои внешние добродетели, а в конце молитвы в мыслях унизил стоящего рядом мытаря: «Боже! благодарю Тебя, что я — не таков, как прочие люди: грабители, обидчики, прелюбодеи — или как этот мытарь...». Мытари очень часто злоупотребляли своим положением и брали лишнее, обижая иудеев (например, Закхей-мытарь); поэтому среди иудеев мытари слыли как корыстные и грешные люди.
Обличая фарисеев, Иисус Христос в своих беседах мытарей ставил в один ряд с блудницами:
Иисус говорит им: истинно говорю вам, что мытари и блудницы вперёд вас идут в Царство Божие. (Мф. 21:31)
В притче Спасителя мытарь, в противоположность фарисею, в глубоком смирении не смел поднять голову, а бил себя в грудь и приносил искреннее, сердечное покаяние, произнося свою молитву: «Боже! Будь милостив ко мне, грешнику!». В конце притчи Спаситель говорит, что молитва мытаря была более угодна Богу, и он вышел из храма более оправданным, чем возвышающий сам себя фарисей.

## Особенности богослужения
В церковном богослужении этого дня к обычным воскресным песнопениям Октоиха добавляются покаянные молитвословия Триоди постной. Также в этот день может употребляться и Минея, если случится Сретение Господне, или его предпразднство/попразднство, или престольный праздник, или бденный/полиелейный святой. Богослужения других святых с этого дня должны переноситься на повечерие пятницы вечера.
- На «Го́споди воззва́х…» поются: 7 воскресных стихир, 3 стихиры из Триоди глас 1-й[1], «Сла́ва…», стихира Триоди глас 8-й: «Вседержи́телю Го́споди…», «И ны́не…», догматик Октоиха.
- В начале литии — стихира храма, «Сла́ва…», стихира Триоди глас 3-й: «Мытаря́ и фарисе́я разли́чие разуме́вши душе́ моя́…», «И ны́не…», воскресный богородичен того же гласа: «Без се́мене…».
- Стиховны — 4 обычные стихиры Октоиха с воскресными запевами, «Сла́ва…», стихира Триоди глас 5-й: «Отягче́нныма очи́ма мои́ма от беззако́ний мои́х…», «И ны́не…», воскресный богородичен того же гласа: «Храм и дверь еси́…».

Далее продолжается всенощное бдение, как обычное воскресное, за исключением:
- По «Бог Госпо́дь…» дважды поётся воскресный тропарь (нет тропаря святому), «Сла́ва… и ны́не…», богородичен воскресный.
- «Непоро́чны».
- После чтения Евангелия — «Воскресение Христово видевше…», Псалом 50: «Поми́луй мя Бо́же…», и особые покаянные песни[2] глас 8-й, во время которых, по русской традиции, все стоят на коленях и в храме гасится яркий электрический свет:

Сла́ва Отцу́, и Сы́ну, и Свято́му Ду́ху.
Покая́ния отве́рзи ми две́ри, Жизнода́вче, / у́тренюет бо дух мой ко хра́му свято́му Твоему́, / храм нося́й теле́сный весь оскверне́н: / но я́ко щедр, очи́сти / благоутро́бною Твое́ю ми́лостию.
И ны́не, и при́сно, и во ве́ки веко́в. Ами́нь.
На спасе́ния стези́ наста́ви мя, Богоро́дице, / сту́дными бо окаля́х ду́шу грехми́, / и в ле́ности все житие́ мое́ ижди́х: / но Твои́ми моли́твами / изба́ви мя от вся́кия нечистоты́.
Таже, глас 6: Поми́луй мя, Бо́же, / по вели́цей ми́лости Твое́й, / и по мно́жеству щедро́т Твои́х, / очи́сти беззако́ние мое́.

Мно́жества соде́янных мно́ю лю́тых помышля́я окая́нный, / трепе́щу стра́шнаго дне су́днаго: / но наде́яся на ми́лость благоутро́бия Твоего́, / я́ко Дави́д вопию́ Ти: / поми́луй мя, Бо́же, / по вели́цей Твое́й ми́лости.
Это песнопение будут петь затем в продолжении всего Великого поста на утрени по воскресеньям до пятой Недели Великого поста — Марии Египетской, включительно.
- В каждой песни канона: 4 воскресных тропаря, 2 — крестовоскресных, 2 — богородичных, 6 — из Триоди глас 6-й с запевом «Поми́луй мя, Бо́же, поми́луй мя» и катавасия.
- По третьей песни седальны Триоди глас 4-й.
- По шестой — кондак глас 3-й: «Воздыха́ния принесе́м мыта́рская Го́сподеви…» и икос Триоди (воскресные заменяются).
- По девятой — ексапостиларий евангельский, «Сла́ва…», светилен Триоди глас 1-й: «Высокоре́чия убежи́м фарисе́ева зле́йшаго…», «И ны́не…», богородичен Триоди: «Творе́ц созда́ния, и Бог всех…».
- На хвалитех — 4 стихиры Октоиха, 4 стихиры Триоди (с воскресными запевами), «Сла́ва…», стихира Триоди глас 8-й: «От дел похвале́ньми…», «И ны́не…», «Преблагослове́нна еси́…».
- По великом славословии — тропарь воскресный (конечный).
- По отпусте — евангельская стихира.
- На всех часах — тропарь воскресный, а кондак Триоди.

### На Литургии
- «Блаженны»: 6 из Октоиха и 4 тропаря шестой песни канона Триоди.
- По входе:

1. в Господском храме — тропарь воскресный, «Сла́ва… и ны́не…», кондак Триоди.
2. в храме Богородицы — тропарь воскресный, тропарь храма, «Сла́ва…», кондак Триоди, «И ны́не…», кондак храма.
3. в храме святого — тропарь воскресный, тропарь храма, «Сла́ва…», кондак храма, «И ны́не…», кондак Триоди.

- Прокимен и аллилуиарий — воскресные.
- Апостольское и Евангельское зачала — Триоди.

Песнопения Триоди этого дня связаны с притчей о мытаре и фарисее. Они проводят аналогии с людьми, говоря о том, что одни из них праведные в поступках, но склонны к гордому фарисейству; а другие грешны в образе жизни, но смиренны и склонны к искреннему — мытаре́ву покаянию. Через богослужебные тексты церковь учит, что для спасения недостаточно одних собственных, праведных внешних поступков (хотя они безусловно необходимы), но для каждого человека необходимо искреннее смирение, покаяние и любовь к ближнему, хотя бы и грешному человеку.
|                                                                        | На греческом | На церковнославянском (транслитерация) | На русском |
| ---------------------------------------------------------------------- | --- | --- | --- |
| Кондак глас 4. Подобен: Явился еси днесь (Ἦχος δ'. Ἐπεφάνης σήμερον) : | Φαρισαίου φύγωμεν ὑψηγορίαν, καὶ Τελώνου μάθωμεν, τὸ ταπεινὸν ἐν στεναγμοῖς, πρὸς τὸν Σωτῆρα κραυγάζοντες· Ἵλαθι μόνε ἡμῖν εὐδιάλλακτε.                                                                               | Фарисе́ева убежи́м высокоглаго́лания, и мытаре́ве научи́мся высоте́ глаго́л смире́нных, покая́нием взыва́юще: Спа́се ми́ра, очи́сти рабы́ Твоя́.                                                                       | Избегать будем фарисеева велеречия и научимся высоте слов мытаря смиренных, покаянно восклицая: «Спаситель мира, будь милостив к рабам Твоим!»                                                                |
| Кондак глас 3. Подобен: Дева днесь: (Ἦχος γ' Ἡ Παρθένος σήμερον) :     | Στεναγμοὺς προσοίσωμεν, τελωνικοὺς τῷ Κυρίῳ, καὶ αὐτῷ προσπέσωμεν, ἁμαρτωλοὶ ὡς Δεσπότῃ· θέλει γὰρ τὴν σωτηρίαν πάντων ἀνθρώπων, ἄφεσιν παρέχει πᾶσι μετανοοῦσι· δι' ἡμᾶς γὰρ ἐσαρκώθη Θεὸς ὑπάρχων Πατρὶ συνάναρχος. | Воздыха́ния принесе́м мыта́рская Го́сподеви, и к Нему́ присту́пим гре́шнии я́ко Влады́це: хо́щет бо спасе́ния всех челове́ков, оста́вление подае́т всем ка́ющимся. Нас бо ра́ди воплоти́ся, Бог сый Отцу собезнача́льный. | Подобно мытарю стенания принесем Господу, и припадем к Нему, грешные, как к Владыке: ибо желает Он спасения всех людей, прощение подает всем кающимся; ведь ради нас Он воплотился, Бог, Отцу собезначальный. |

## Седмица после Недели мытаря и фарисея
С понедельника после дня — Недели мытаря и фарисея начинается сплошная седмица. Во все дни, включая среду и пятницу, согласно 49 главе Типикона мирянам можно есть всё, включая мясо, яйца, сыр и рыбу, а монахам всё, кроме мяса. Причина отмены поста указана в этой же главе: 
[Смотри] Подобает ведати: яко в сей седмице иномудрствующии содержат пост, глаголемый арцивуриев. Мы же монаси на кийждо день, се же в среду и пяток, вкушаем сыр и яица, в 9-й час. Миряне же ядят мясо, развращающе онех веление толикия ереси.
Арцивуриев (греч. Ἀρτζιβουρίον) пост — это Арачаворк (арм. Առաչավորք) — «передовой» или «первый» пост, соблюдаемый в Армянской церкви, который бывает в ней за 10 седмиц до праздника Пасхи, как раз в седмицу после Недели мытаря и фарисея. В ходе полемики с армянами (монофизитами) православные греки посчитали установление такого поста обычаем еретическим, и в противовес этому обычаю в эту седмицу пост совсем отменили.